# Роберт Данкан Макнил
Роберт Данкан Макнил (енгл. Robert Duncan McNeill; Рали, Северна Каролина, САД, 9. новембар 1964) је амерички глумац, филмски и телевизијски продуцент и ТВ редитељ, најпознатији по улози Тома Париса (енгл. Tom Paris) у ТВ серији „Звездане стазе: Војаџер“.